# 里斯本路面電車

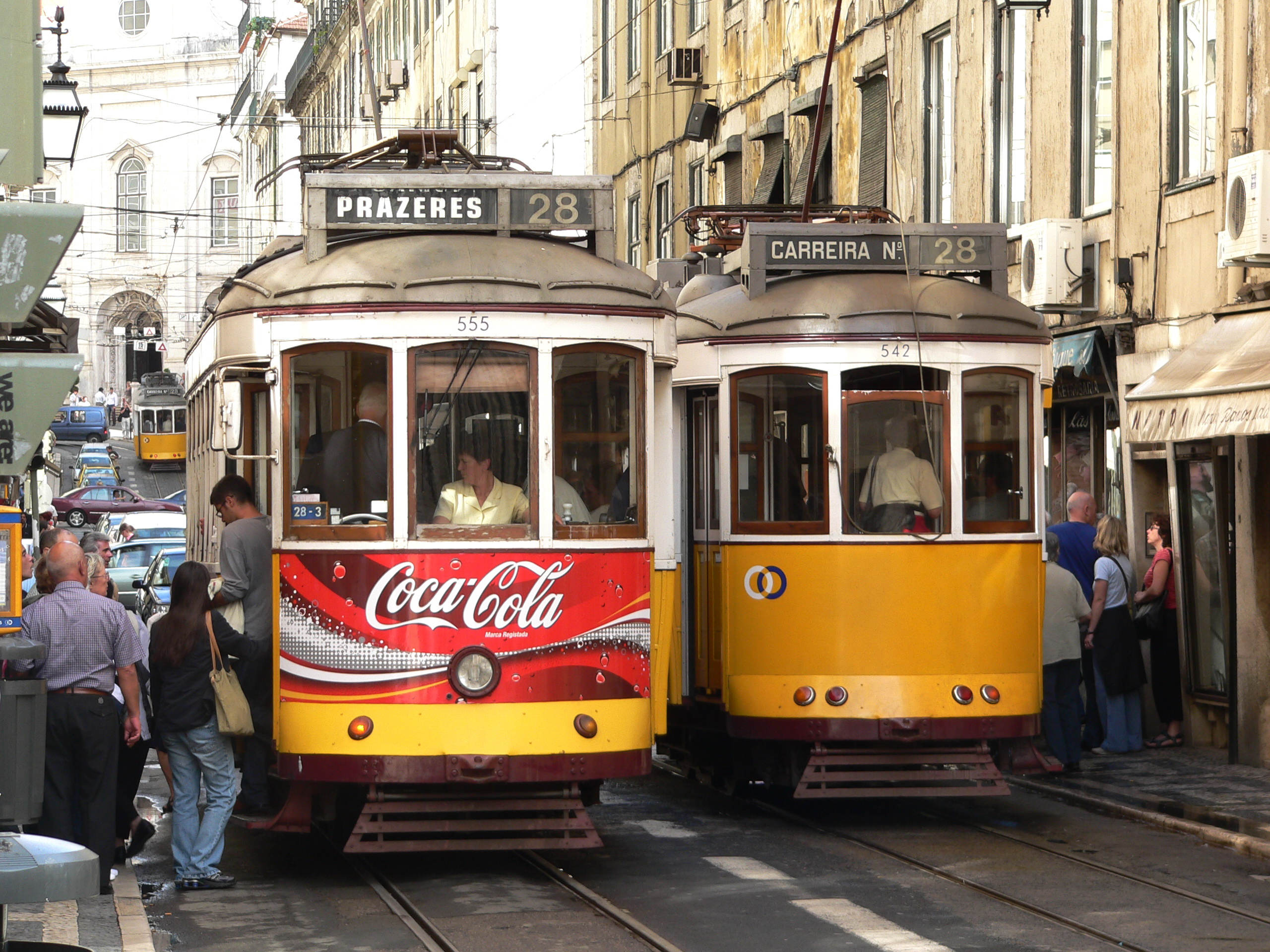
兩輛行駛28號線的里斯本電車

里斯本路面電車（葡萄牙語：Elétricos de Lisboa）是葡萄牙首都里斯本的路面電車交通系統，1873年開始營運，現時共有六條都市路線行駛。

## 歷史

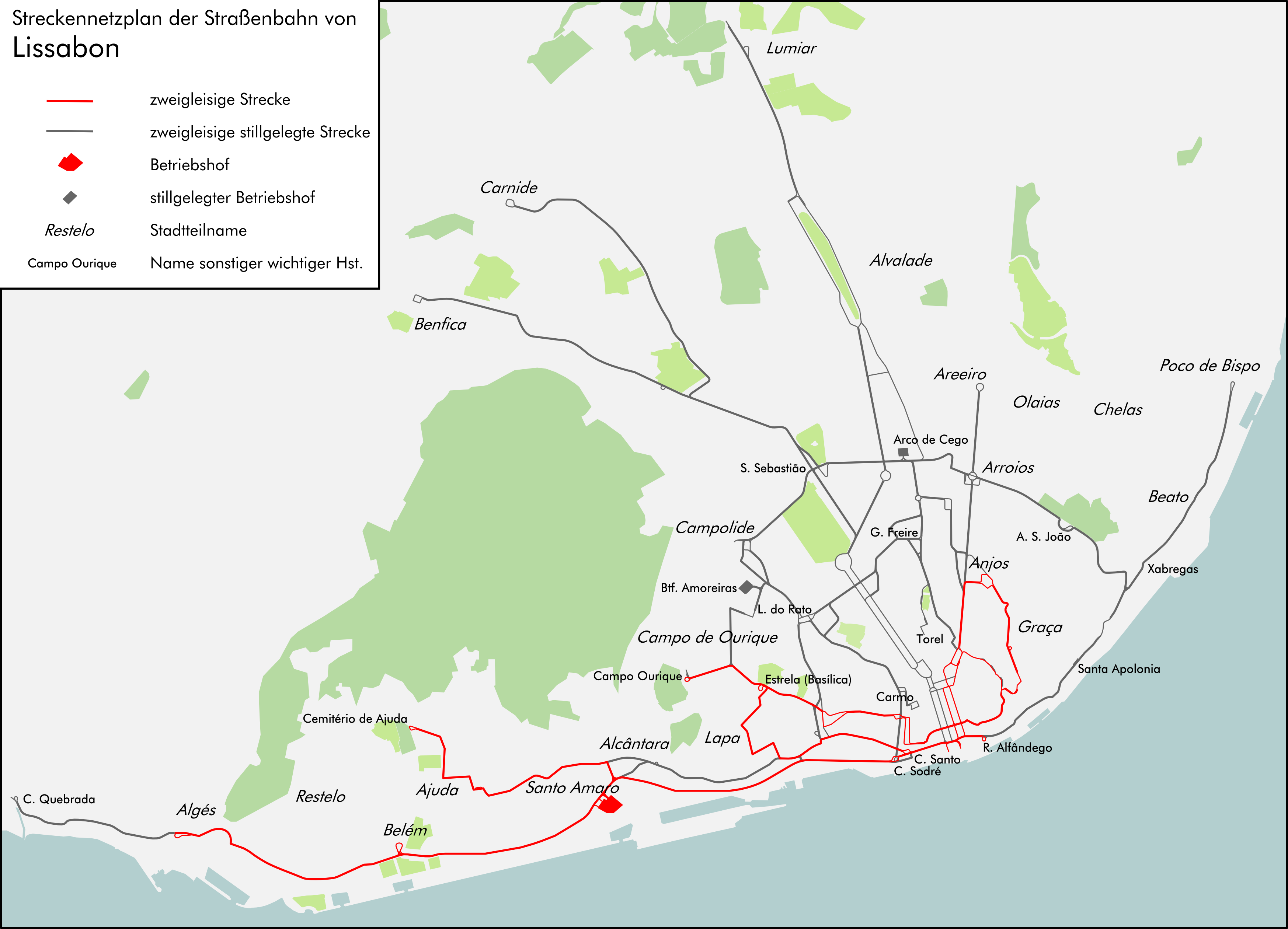
里斯本路面電車路線圖（2011年）：紅色線代表仍然行駛的路段；灰色線代表已取消路段。2018年重開的24號線並未包括在內。

里斯本電車於1873年11月17日開始運營，當時使用馬車作為動力。1901年8月30日，里斯本電車開始使用電力作為動力，並在一年之內全部置換為電力動力。
1959年，里斯本路面電車的路線網長度達到最大，當時共有多達27條路線行駛，其中六條是環線。但由於環線分為順時針方向和逆時針方向，每個方向各自有路線編號，所以嚴格來說只有24條不同路線的電車行駛。全部路線都使用900毫米（2英尺11+7⁄16英寸）窄軌。
此後由於里斯本地铁和公交系統的擴張，電車的規模開始縮小。現在里斯本路面電車僅有六條路線。

## 現行網絡
現時運行的路線包括：
- 12號線－無花果樹廣場→聖盧西亞觀景台（環線－僅順時針方向）
- 15號線 - 無花果樹廣場↔貝倫↔阿爾熱什（Algés）
- 18號線 - 蘇德萊碼頭火車站（Estação Ferroviária do Cais do Sodré）↔阿茹達墳場（Cemitério da Ajuda）
- 24號線 - 賈梅士廣場↔坎珀里德（Campolide）
- 25號線 - 關卡街（Rua Alfândega）↔奧里基地（普拉澤里什）（Campo de Ourique (Prazeres)）
- 28號線 - 馬丁莫尼士廣場（Praça Martim Moniz）↔格拉薩（Graça）↔埃什特雷拉（Estrela） ↔奧里基地（普拉澤里什）（Campo de Ourique (Prazeres)）

現時運行的六條路線主要服務市中心南部及里斯本城西面。除了行經重要的觀光景點之外，對於部份受地形所限而只能以電車作為主要公共交通工具的區域而言，這些電車路線仍然十分重要。另外，15號線沿太加斯河河畔行駛，連接里斯本市西郊和市中心，為這個仍未有地鐵服務的區域提供更好的換乘服務。
雖然由洛桑聯邦理工學院和蘇黎世交通局（Verkehrsbetriebe Zürich）共同撰寫的報告建議保留甚至擴展里斯本電車的網絡，電車路網仍然不斷萎縮，1997年取消了聖若昂高地支線（Alto de São João）和一個車廠，很多電車被拆解或賣給其他公司。接下來的20年，路線大致不變，僅18號線縮短至蘇德萊碼頭。

## 路線擴充
近年，市政府對電車的政府似乎有所改變，里斯本市長費爾南多·梅迪納（Fernando Medina）於2016年12月宣佈行駛蘇德萊碼頭和坎珀里德之間的24號線將於翌年重新服務，他指縮減電車規模的政策屬錯誤之舉，政府會著手重建被廢除的電車路線。
里斯本電車的營運商里斯本電力鐵道（Carris）原本表示擴展計劃並非首要，但2018年發布的《發展和預算計劃》中，提出將於2020－2021年度購買：
- 10輛「翻新」車輛以支援現有已經老舊的車隊，並重開24號線， 行駛蘇德萊碼頭和坎珀里德之間，收費8百萬歐元；
- 20輛「聯結」電車，並向東延長15號線至聖阿波隆尼亞車站和萬國公園，預算5千萬歐元。

2018年4月24日，24號線正式重開，但初期只服務賈梅士廣場和坎珀里德之間。需要解決了連接蘇德萊碼頭環線的路段以及賈梅士廣場和蘇德萊碼頭之間的其他軌道舖設問題之後，才能連接至蘇德萊碼頭。

## 用車

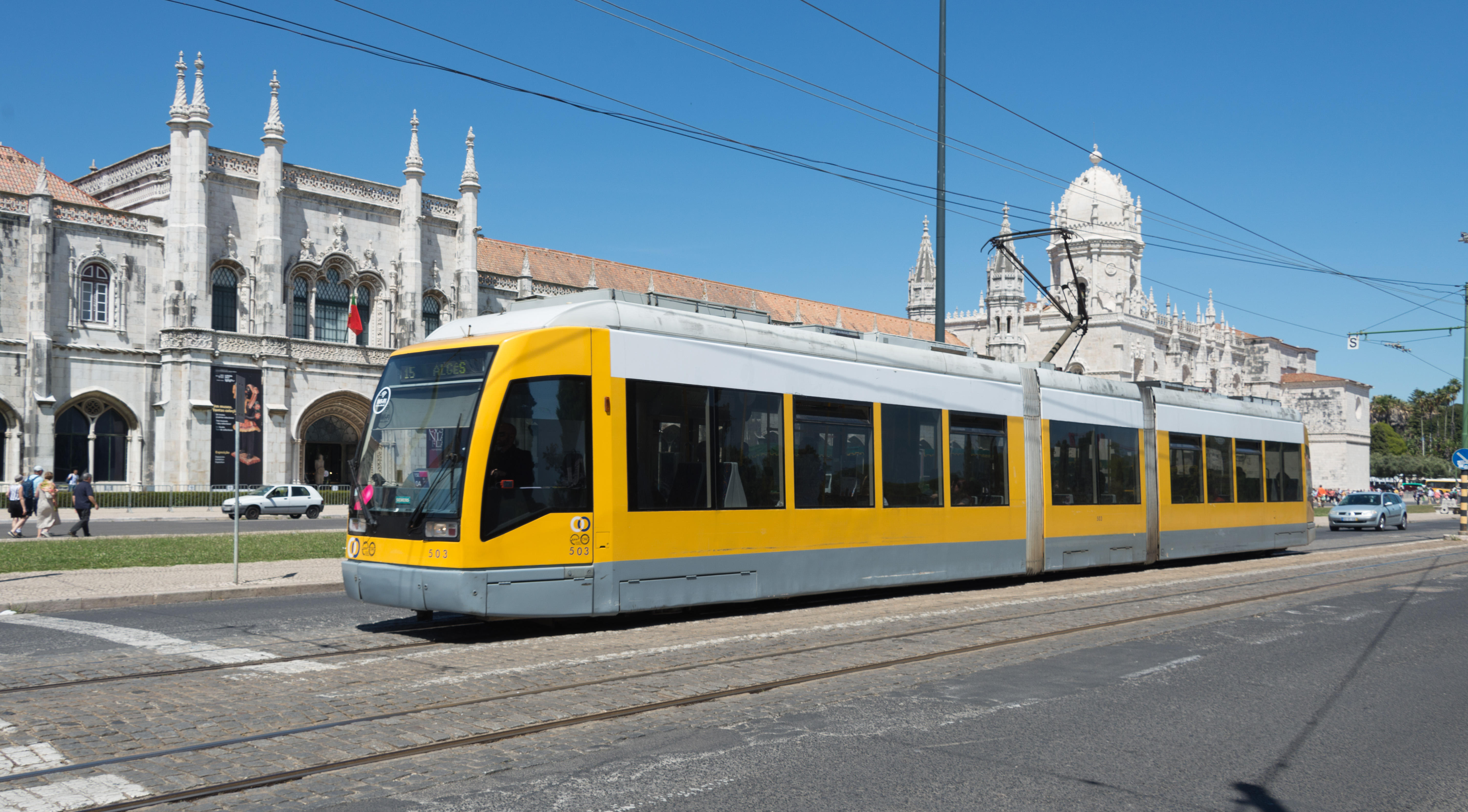
「多節」電車

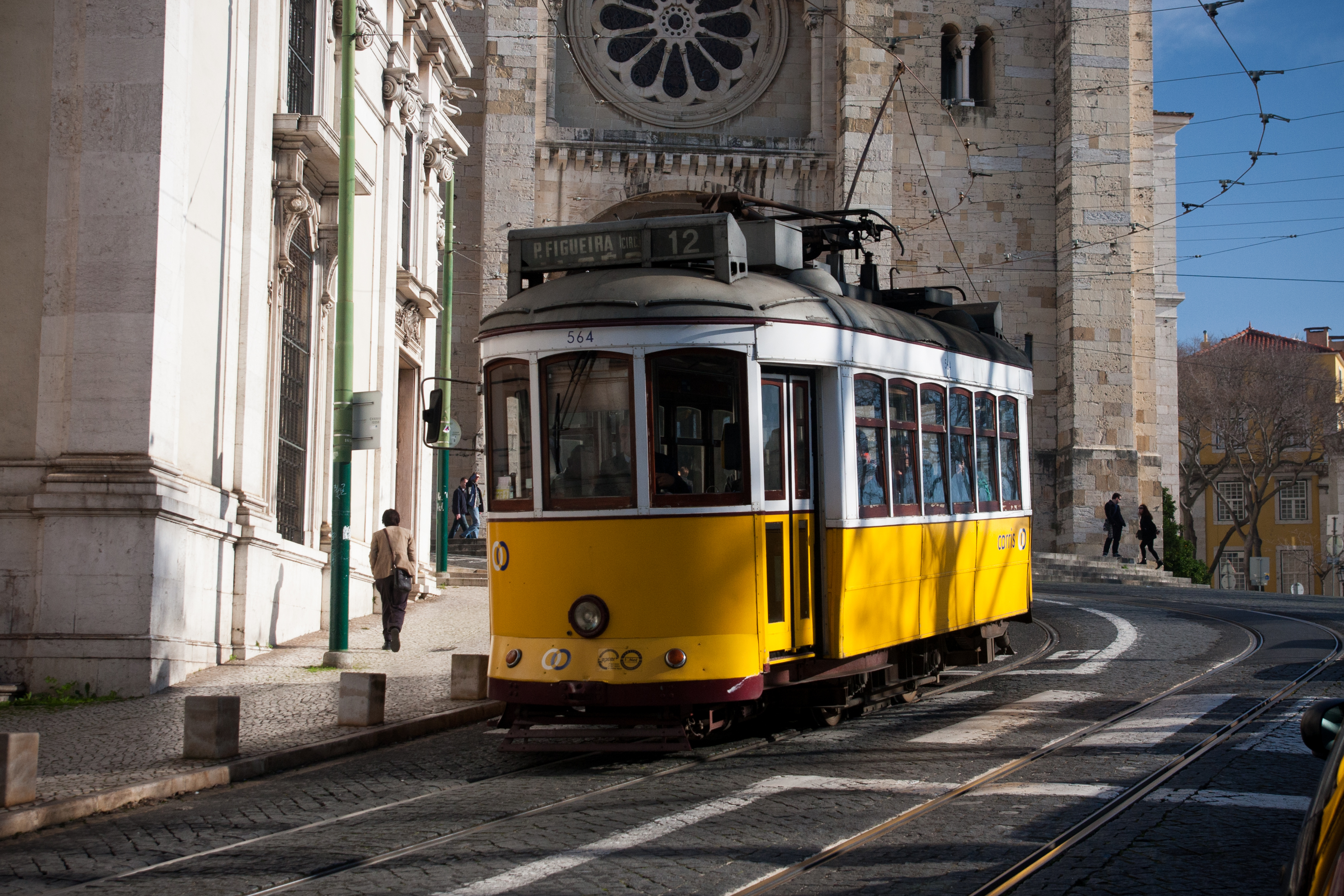
行經里斯本主教座堂的一輛「翻新」電車

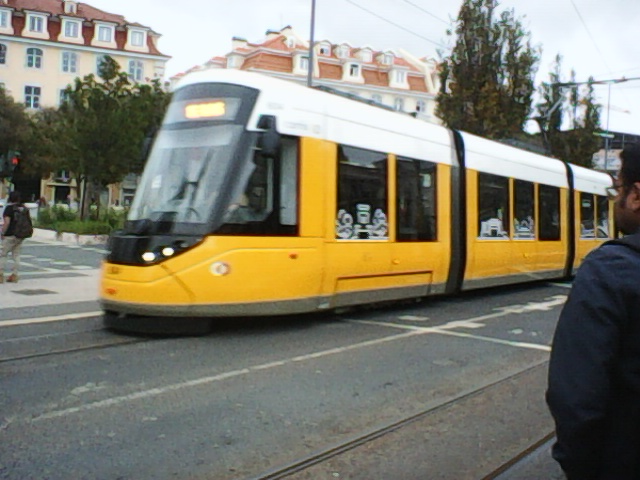
新的 CAF Urbos 電車

里斯本電車的車隊規模由2012年的57輛縮小至2016年的48輛。現時用車包括：
- 「聯結」（Articulado）電車，由西門子公司製造（其中車輛編號501－506由西門子／西班牙CAF合作製造、車輛編號507－510由西門子／葡萄牙Sorefame公司合作製造）。聯結電車於1995年引進，僅行駛連接里斯本西部的15號線。
- 里斯本電車於 2021 年訂購了 15 輛新的 CAF Urbos 電車。車輛於 2023 年 4 月開始交付，將於 2024 年交付完成。[5]
- 「翻新」（Remodelado）電車，車輛編號541－585，行駛所有路線。
- 遊客電車，行駛部份路線。

## 外部連結
- Tram 28 in Lisbon （页面存档备份，存于）
- Tram 28 route on Google Map （页面存档备份，存于）
- Lisbon Metro Map